# Hainer Hill

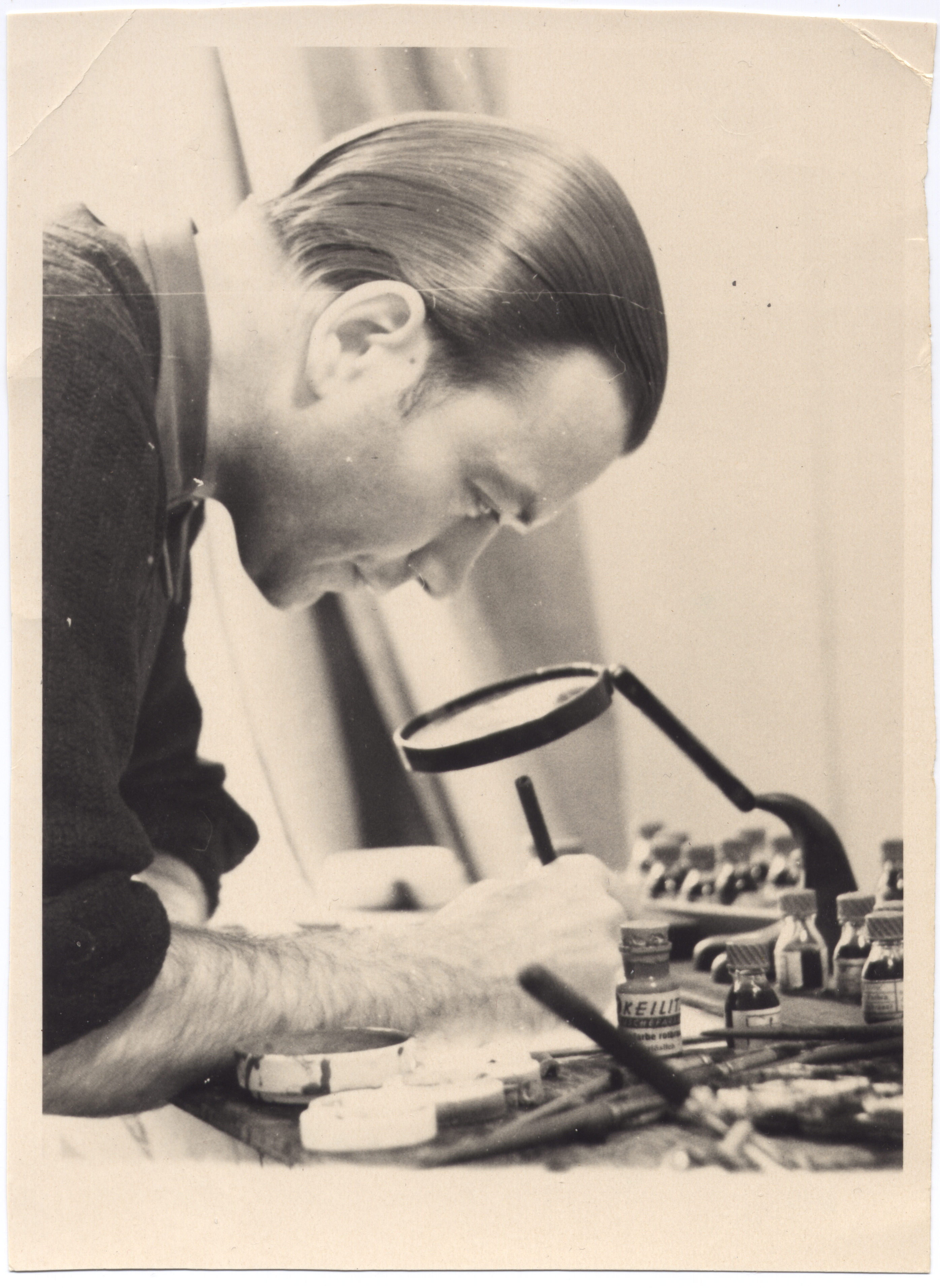
Hainer Hill bei der Arbeit (um 1956)

Hainer Hill (* 28. Juli 1913 als Heinrich Hill in Eberstadt, heute zu Darmstadt gehörend; † 20. August 2001 in Karlsruhe) war ein deutscher Bühnen- und Kostümbildner, Maler, Grafiker und Fotograf.

## Leben und Werk

### 1913–1945
Im damals noch selbstständigen Eberstadt, dem jetzigen südlichsten Stadtteil Darmstadts, wurde Heinrich Hill, der früh nur Hainer gerufen wurde, am 28. Juli 1913 geboren. Seine Mutter war Weißnäherin, sein Vater Dekorationsmaler. Er besuchte von 1919 bis 1927 die Volksschule. Danach begann er eine Malerlehre in dem Darmstädter Betrieb, bei dem auch der Vater beschäftigt war. Zugleich belegte er einen Kursus für Dekorationsmalerei an der Städtischen Gewerbeschule in Darmstadt mit Abschluss Gesellenbrief. Er setzte seine Ausbildung 1931 an der Staatsschule für Kunst und Handwerk in der Fachklasse für freie und angewandte Malerei in Mainz bei Richard Throll fort. Sein Ziel war es, freier Maler zu werden. Sein Diplom erhielt er im Mai 1935. Während der Studienjahre waren zahlreiche Aquarelle, Zeichnungen, Gouachen und Ölbilder entstanden. Anschließend arbeitete er kurz als Assistent bei Ludwig Sievert, dem Ausstattungsleiter an den Städtischen Bühnen Frankfurt am Main. Im Dezember 1935 schrieb er sich an der Städel’schen Kunstschule ein und wurde 1936 für zwei Semester Meisterschüler beim ehemaligen Bühnenbildner am Hessischen Landestheater Darmstadt, Franz Karl Delavilla, in der Klasse für freie Grafik. Außer der Verfeinerung seiner Künste erlernte er hier Ätz- und Kaltnadelradierungen, Techniken, die ihm bei der eigenen Bühnenbild-Projektionsmalerei hilfreich waren. Diese Kunst bedeutete für ihn vor allem eine grundsätzliche Auseinandersetzung mit dem Licht, seiner Verwandlungskraft, seiner Wirkung auf die Geometrie, Tektonik des Raumes und seiner Wechselwirkung mit der Dynamik der Musik. Hill, der bei seinen Tätigkeiten dem Bühnenbildner Caspar Neher begegnet war, führte nach dessen Vorgaben die Projektionen aus. Die Zusammenarbeit erstreckte sich auf viele Produktionen in Frankfurt am Main, Darmstadt, Hamburg, Glyndebourne, Berlin und Wien. In den Jahren 1936 bis 1951 fertigte Hill, neben der eigenen Arbeit, für Caspar Neher die Projektionen für über 34 Ausstattungen an. Ausgehend von einem Gastspiel mit dem Ensemble des Deutschen Theaters nahm er von 1940 bis 1942 eine Stelle als Bühnenbildner am Reichsgautheater Posen an. Danach wechselte er bis 1944 ans Reußische Theater in Gera. Königsberg war seine nächste Station 1944. Die Kriegsereignisse holten ihn im September jenes Jahres ein und er musste Schützengräben ausheben, eine militärische Kurzausbildung absolvieren und als Nachrichtenmann bei der bayerischen Panzerdivision am Krieg teilnehmen. In der Kriegsgefangenschaft musste er in einer Aluminiumfabrik sowie im Straßen- und Gleisbau körperlich hart arbeiten und an antifaschistischen Schulungen teilnehmen. Daneben organisierte er Theateraufführungen und malte Aquarelle und Zeichnungen typisch russischer Häuser, Landschaften und Städte; manche davon konnte er gegen Lebensmittel tauschen.

### 1945–1961
Nach seiner Heimkehr war Hainer Hill als Bühnenbildner an den Städtischen Bühnen Gera, dann am Schauspielhaus in Leipzig angestellt. Hier lernte er 1950 Bertolt Brecht kennen und ging schließlich Ende der Spielzeit nach Berlin. Am Berliner Ensemble arbeitete er von 1950 bis 1953 als Bühnenbildner und Regieassistent mit Brecht selbst, ferner mit Therese Giehse, Benno Besson und Egon Monk. Dabei lernte nun auch das Brecht-Ensemble die Errungenschaft der ausgefeilten Projektionstechnologie kennen, die nur Hill beherrschte und die den Kritiker Friedrich Luft ebenso wie den Dramatiker Heiner Müller tief beeindruckte. Die kollektiv organisierten Arbeitsprozesse am BE sahen keine strikte Trennung der einzelnen Arbeitsbereiche vor und erlaubten den Mitarbeitern die Möglichkeiten einer zusätzlichen eigenen Arbeit. So kam Hainer Hill zur Theaterfotografie. Es entstanden hunderte Szenenfotos, z. B. von Mutter Courage, Urfaust, Don Juan, Die Gewehre der Frau Carrar, Der Kaukasische Kreidekreis, die den statischen Totalansichten der Bühne von Ruth Berlau als lebendige Momentaufnahmen gegenüberstehen. Als Gast arbeitete er außerdem am Wohnort Berlin für das Schillertheater, das Theater am Schiffbauerdamm und die Komische Oper sowie in Hamburg an der Staatsoper und auch wieder an den Bühnen der Stadt Frankfurt am Main. 1953 ließ sich Hill als Ausstattungsleiter und Erster Bühnenbildner an die Deutsche Staatsoper Berlin abwerben. Gespielt wurde anfangs im Ausweichquartier Admiralspalast. 1954 erfolgte sein Umzug nach West-Berlin, was ihm dann später die Arbeit an internationalen Bühnen ermöglichte. Am 14. Dezember 1955, kurz nach Eröffnung der Lindenoper, wurde dort Alban Bergs Wozzeck (Dirigent: Johannes Schüler, Regie: Werner Kelch) aufgeführt. Es gab Bedenken, weil dem Publikum die Zwölftonmusik fremd erscheinen musste, doch auch dank des visuellen Einfallsreichtums Hills wurde sie ein Erfolg. Er entwarf eine klare, sehr streng geometrische Bühnenkonzeption mit projizierten, endlos nach hinten verlaufenden Straßenfronten, Häuserfassaden, Kasernenmauern. Die von der internationalen Presse hoch gelobte Inszenierung erlebte insgesamt 55 Vorstellungen, war bei Gastspielen in Spanien und Frankreich zu sehen und wurde 1965 zum 40. Jahrestag der Uraufführung wieder ins Programm aufgenommen, erneut dirigiert von Johannes Schüler. Außer mehreren Klassikern wie Elektra oder Orpheus und Eurydike wurden nach und nach weitere Werke der gemäßigten Moderne ins Repertoire aufgenommen: Fürst Igor und Der Revisor als die bekanntesten, aber auch Tai Yang erwacht von Jean Kurt Forest oder Mussorgskis Chowanschtschina. Hills Projektionen bekamen in den folgenden Jahren als szenisches Gestaltungsmittel eine immer größere Bedeutung, da sie als eine Art optischen Umbaus Verwandlungen mit Mitteln des Lichts, interessante Überblendungen, besondere Tiefenwirkungen sowie rasche Szenenwechsel ermöglichten. Die Firma Reiche & Vogel lieferte die dafür speziell entwickelte Lichttechnik an Bühnen im In- und Ausland. 1959 leitete Hill in Bayreuth die Master class for projection painting. Für Ostern 1960 entwarf er in Palermo im Teatro Massimo die Projektionen zur ersten szenischen Aufführung von Bachs Matthäus-Passion in Europa unter dem Dirigenten Hermann Scherchen, mit dem er seit 1952 in künstlerischem Austausch stand. Weiterhin interessierte ihn die Technik einer stark abstrahierenden Projektion wie er sie in seinen Wagner-Ausstattungen, auch bei Auslandseinladungen, als Mittel der Stilisierung nutzte.

### 1961–2001
Der Bau der Berliner Mauer 1961 bedeutete einen beruflichen Einschnitt, denn Hill gehörte zu denjenigen, die im Westteil wohnten, während sein Arbeitsplatz im Osten lag. Alle in Frage kommenden Posten in West-Berlin waren besetzt, deshalb nahm er als Freischaffender die nächsten Monate Aufträge in aller Welt an, wobei er eine 44 kg schwere transportable Bühnenbildwerkstatt mitführte. Ein Höhepunkt der Saison 1961 war der Ring des Nibelungen im Teatro dell’Opera di Roma, von der Presse auf Grund der „szenischen Entrümplung“ als kulturpolitische Erneuerung Deutschlands geschätzt. Zunächst Ende 1962 als Gastverpflichtung, dann ab 1963 mit Festvertrag ausgestattet, war das Badische Staatstheater in Karlsruhe seine Arbeitsstätte. Hier schuf er, beginnend mit Tschaikowskis Pique Dame im Dezember 1962, in einem Interimstheater die Bühnenbilder für 27 Schauspiel- und Operninszenierungen und ging anschließend von 1967 bis 1976 als Ausstattungsleiter und Erster Bühnenbildner an das neue Haus des Theaters Dortmund. Zu seinen Projektpartnern aus dem Bereich Musik gehörten Wilhelm Schüchter, Werner Egk, Hans Wallat und Marek Janowski, aus dem Bereich Regie Hans Hartleb, Paul Hager, Jan Biczycki und Karl Paryla. Für insgesamt 45 Bühnenbildentwicklungen war er im Einsatz, darunter die der Uraufführung der Oper Eli von Walter Steffens. 1977 gab es eine letzte Zusammenarbeit mit Harry Buckwitz am Schauspielhaus Zürich (Schweyk im Zweiten Weltkrieg mit Helmut Lohner und Christiane Hörbiger in den Hauptrollen), danach wirkte er nur noch vereinzelt als freischaffender Bühnenbildner, vermehrt widmete er sich Entwürfen und Zeichnungen.
Am 20. August 2001 starb Hainer Hill in Karlsruhe. Am Grab ist Hills Berufsmotto angebracht: „Die Seele des Bühnenraums ist das Licht. Es gibt der Phantasie des Betrachters die notwendige Orientierung.“ Sein Nachlass befindet sich im Deutschen Theatermuseum München (vor allem Bühnenbildentwürfe, Figurinen und Schriftgut), im Bertolt-Brecht-Archiv der Akademie der Künste in Berlin (vor allem Fotonegative und Positivabzüge des Brecht-Ensembles) und im Generallandesarchiv Karlsruhe (vor allem Zeichnungen und andere frühe Arbeiten).

## Paradedisziplin Projektion
Hainer Hill hat die Bühnenwand-Dekoration mittels Projektion entscheidend weiterentwickelt. Seine Ausgestaltungen stießen auf breite Anerkennung, nur vereinzelt (aus sozialistischer Kunstbetrachtung) wurde der Vorwurf von Düsterheit und Formalismus erhoben. 1952 schrieb die Berliner Zeitung über Hills Stil und Arbeitsweise: „Hainer Hill benutzt bei seinen Projektionen den Gegensatz zwischen grafischer und malerischer Wirkung. Er ordnet die eine der anderen unter, stellt das Gezeichnet-Konstruktive gegen das Farbig-Malerische. Auf den Glasplatten, 18X18 cm, arbeitet er mit vielen Techniken: Kaltnadelradierung, Federzeichnung, Aquarell, Aquatinta, Fotografie und Montage. Die starke, fast 200fache Vergrößerung ergibt auf dem Bühnenhintergrund einen so reichen Ausdruck, wie er durch gemalte Prospekte sich nie erzielen läßt.“ Der Hauptautor der 2005 herausgegebenen Hill-Biografie, Dirk Praller, schließt darin mit einer Würdigung der Projektionsarbeiten: „Seine universelle künstlerische Ausbildung, seine technische Versiertheit und geradezu altmeisterliche Akkuratesse sind ein Grund für die erstaunliche Bandbreite seiner Ausdrucksmöglichkeiten, für seine Gabe, die eigenen Konzepte und ästhetischen Absichten tatsächlich präzise anschaulich machen zu können […]. Hainer Hills Projektionsmalerei zeigt – sozusagen auf kleinstem Raum –, was die Arbeit des Bühnenbildners ausmacht: sie ist eine technisch und handwerklich in hohem Maße voraussetzungsreiche Kunst, sie ist nie Selbstzweck, überträgt aber dennoch ganz unmittelbar die starke und unverwechselbare Handschrift und die typische – maßvolle und niemals auftrumpfende – Farbgebung dieses Bühnenbildners in den Bühnenraum.“

## Erhaltene Bühnenbild- und Kostümentwürfe (Auswahl)
- 1950: Florian Geyer – 3 Bühnenbildentwürfe, 10 Blatt Figurinen (Theater am Schiffbauerdamm, Intendant: Fritz Wisten, Regie: Lothar Müthel)
- 1955: Iphigenie in Aulis – 4 Bühnenbildentwürfe, 31 Blatt Figurinen, 4 Entwürfe für Schuhe, Schilde, Frisuren (Deutsche Staatsoper Berlin, Dirigent: Hans Löwlein, Regie: Carl-Heinrich Kreith)
- 1961: Peer Gynt – 14 Bühnenbildentwürfe, 25 Blatt Figurinen, 1 Entwurf Masken, 1 Requisiten-Entwurf „Schwein“ (Deutsche Staatsoper Berlin, Dirigent: Horst Stein, Regie: Erich-Alexander Winds)
- 1967–1976: Wagner-Opern Lohengrin, Tristan und Isolde, Die Walküre, Das Rheingold, Götterdämmerung, Siegfried – umfangreiches Entwurfkonvolut von Bühnenbildern, Figurinen, Requisiten (Städtische Bühnen Dortmund)
- 1968: Der Frieden – 17 Bühnenbildentwürfe, 24 Blatt Figurinen, Detail-Entwürfe für Kleider, Frisuren, Tiere, Szenen (Städtische Bühnen Dortmund, Musikalische Leitung: Glen Buschmann, Regie: Karl Paryla)

## Fotoserien (Auswahl)
- 1949–1961: Mutter Courage und ihre Kinder – Negativfilme, Positivabzüge; Szenenfotos (Berliner Ensemble, erst im Deutschen Theater, dann im Theater am Schiffbauerdamm)
- 1950: Die Gewehre der Frau Carrar – Negativfilme, Positivabzüge; Szenenfotos, Bühnenbildfotos (Berliner Ensemble im Deutschen Theater)
- 1952: Der zerbrochne Krug – Negativfilme, Positivabzüge; Szenenfotos, Bühnenbildfotos (Berliner Ensemble im Deutschen Theater)
- 1952: Urfaust – Negativfilme, Positivabzüge; Szenenfotos, Bühnenbildfotos (Berliner Ensemble im Schloßtheater Potsdam)
- 1954: Der kaukasische Kreidekreis – Negativfilme, Positivabzüge; Szenenfotos (Berliner Ensemble im Theater am Schiffbauerdamm)

## Filmografie (Auswahl)
- 1938: Kunstmaler bei verschiedenen Produktionen der Tobis Filmkunst
- 1966: Das Pendel (Fernsehfilm)

## Einzelausstellungen (Auswahl)
- 1942: Bühnenbild und Landschaft (Reichsgautheater Posen)
- 1975: Hainer Hill – Bühnenbildentwürfe, Figurinen, Arbeitsmodelle, Projektionsmalereien (Städtische Bühnen Dortmund)
- 1984: Bühnenbilder von Hainer Hill zu Werken von Richard Wagner (Badisches Staatstheater Karlsruhe)
- 1996: Aquarelle und Zeichnungen aus Kriegszeit und Gefangenschaft 1944–1948 (Käthe-Kollwitz-Saal, Karlsruhe-Durlach)
- 2000: Bilder der frühen 30er Jahre (Galerie Kronberg, Kronberg im Taunus)

## Ausstellungsbeteiligungen (Auswahl)
- 1955: Europäische Theaterausstellung 1955 (Burgtheater, Wien)
- 1959: Bühnenbilder aus den Jahren 1945–1958 (Deutsche Akademie der Künste Berlin)
- 1961: Brechts Werk im Bühnenbild der Gegenwart (Deutsche Akademie der Künste Berlin)
- 1967, 1971, 1975 diverse Bühnenbildausstellungen (Prager Quadrinale, Prag)
- 1971: Werner Egk – das Bühnenwerk (Deutsches Theatermuseum, München)